# Les Révoltés de Néosalem
Les Révoltés de Néosalem est le douzième tome de la série de bande dessinée Seuls, écrit par Fabien Vehlmann et dessiné par Bruno Gazzotti. Il devait initialement sortir le 20 mars 2020 mais fut reporté à cause de la crise du Covid-19 et du confinement, et est sorti finalement le 5 juin 2020, aux éditions Dupuis. Il s'agit du troisième tome du troisième cycle.

## Synopsis
Cet album est centré sur Leila bien qu'il y ait quelques planches consacrées aux autres personnages principaux comme Saul.
Tandis que Saul s'inquiète de ne pas maîtriser ses pouvoirs à temps avec l'approche de la guerre, il décide soudainement de réformer et durcir les lois de Néosalem, marquant la 8e famille au fer rouge, et organisant de nouveaux Jeux qui s'achèveront systématiquement par la mort des perdants. Leïla, sortie de la Chambre blanche, et condamnée à l'esclavage elle aussi, est forcée de participer aux épreuves. Pendant ce temps, une révolte parmi les esclaves, les Sans-Noms, menée par quelques personnages secondaires (Anton et Edwige notamment), se prépare. Ils vont tenter de libérer Leïla en plein cœur des Jeux et provoquant ainsi la révolution des Sans-Noms.

## Réception

### Accueil critique
Pierre Burssens sur le site web Auracan évoque cet album « avec ses défauts mais aussi ses qualités ». Ainsi, il regrette « la cruauté gratuite » qui est un peu trop utilisée pour un album tous publics. Mais il parle également d'un scénario « diablement efficace » et d'un suspense constant. Il évoque le travail « impeccable » de Bruno Gazzotti.
Le site web Bédéthèque recense 15 votes des lecteurs qui, en moyenne, donnent une note de 2,9/5 à la bande dessinée.
Les avis de SensCritique sont un peu meilleurs, puisque 110 personnes mettent en moyenne 6,6/10 à la bande dessinée.

### Ventes
Les Révoltés de Néosalem est tiré par les éditions Dupuis à hauteur de 120 000 exemplaires.
La semaine de sa parution le 5 juin 2020, l'album prend la première place du Top 20 des meilleures ventes de BD détrônant au passage le tome 38 d'Astérix. Il passe à la troisième place la semaine d'après et monte à la 19e place du Top 20 des meilleures ventes de livres. La semaine suivante, la BD reste à la troisième place. La semaine du 29 juin au 5 juillet, l'album est à la 4e place tandis que cela fait cinq semaines qu'il est dans le Top 20 BD. Il n'y aura plus de Top 20 BD avant le 2 septembre où l'album ne figure plus dans ce classement.